# 狡魚鿕
狡魚鿕（學名：Delminichthys krbavensis）為輻鰭魚綱鯉形目雅羅魚科魚鿕屬的其中一種，被IUCN列為極危保育類動物，分布於歐洲克羅埃西亞Krbavsko polje淡水流域，體長可達10公分，棲息在水質清澈、水流緩慢的溪流，會進入喀斯特地形的地下河中，因棲息地破壞受到威脅，生活習性不明。

## 扩展阅读
維基物種上的相關：狡魚鿕